# Siissisoq
Siissisoq ist eine grönländische Rock- und Heavy-Metal-Band aus Uummannaq.

## Geschichte
Der Bandleader Karl Enok Mathiassen wurde 1992 von seinem Abendschullehrer Thomas Lange als Gitarrist in die Rockband Taaq aus Uummannaq eingeladen. Kurze Zeit später zog er nach Dänemark, um dort die Efterskole zu besuchen. Mit dem Schulbesuch war ein Auslandsaufenthalt in Afrika verbunden. Nachdem er nach Grönland zurückgekehrt war, gründete er 1994 gemeinsam mit Jens Samuelsen und Villads Kristiansen seine eigene Band. Als er von seinen Erlebnissen in Afrika erzählte, erhielt er den Spitznamen Siissisoq („Nashorn“), der der Name der Band wurde. Die drei Bandmitglieder fühlten sich von Gruppen wie Metallica, The Doors und White Zombie inspiriert.
Erst 1998 schickte die Gruppe eine Demoaufnahme an das Plattenlabel Ulo, das begeistert reagierte, und kurz darauf erschien das Debütalbum Aammarpassuillu („Und vieles mehr“), dessen neun Lieder wie der Bandname alle nach Tieren benannt sind: Puuluki („Schwein“), Inuttuumasoq („Zombie“), Nersussuaq („Kuh“), Kakilisak („Stichling“), Zebra, Pulateriaarsuk („Schlange“), Orpimmiutakassak („Zeisig“), Imarmiutarsuaq („Nilpferd“) und Hiisti („Pferd“). Die Band gab selbst an, dass die Lieder wegen der Texte für Kinder unter 14 Jahren nicht geeignet seien. Das Album wurde ein großer Erfolg und die Band tourte anschließend durch Grönland, Dänemark und Island. Für die Tournee wurden Jens Thorin und Hans Therkildsen mit in die Band geholt. Kurze Zeit später kam auch Knud Mathiassen, der auch bei Taaq war, in die Band. Später erhielt die Band den Koda Award.
2001 erschien ein Live-Album mit dem gleichen Titel wie dem des Debütalbums, auf dem sich die beiden zusätzlichen Lieder Iluersiooq („Hyäne“) und Amarunngortartoq („Werwolf“) befanden.
Nach Jahren geringer Aktivität veröffentlichte die Gruppe, die seit 2016 wieder in Originalbesetzung auftrat, zum 20. Jubiläum des Debütalbums 2018 eine Neuherausgabe ihrer beiden Alben gemeinsam mit einer Konzert-DVD. 2021 erschien ein das neue Album Nilliaannarit („Schrei einfach“) mit neun neuen Liedern, die Karl Enok Mathiassen sein seinem 14. Lebensjahr geschrieben, aber nicht veröffentlicht hatte.

## Diskografie
- 1998: Aammarpassuillu
- 2001: Aammarpassuillu (Live)
- 2021: Nilliaannarit